# Morpholeria tibialis
Morpholeria tibialis är en tvåvingeart som först beskrevs av Zetterstedt 1838. Enligt Catalogue of Life ingår Morpholeria tibialis i släktet Morpholeria och familjen myllflugor, men enligt Dyntaxa är tillhörigheten istället släktet Morpholeira och familjen myllflugor.
Artens utbredningsområde är Alaska. Arten är reproducerande i Sverige. Inga underarter finns listade i Catalogue of Life.